# Kayla Scavo
Kayla Scavo es un personaje ficticio de la serie Desperate Housewives, interpretado por Rachel G. Fox.

## Historia
Kayla es la hija de Tom y Nora, se muda con los Scavo ya que su madre muere, le hará la vida imposible a Lynette, en las temporadas 3 y 4, se irá a vivir con sus abuelos y después a un internado.
- Datos: Q2103075